# Manica (genre)
Pour les articles homonymes, voir Manica.
Genre
Manica est un genre de fourmis de la sous-famille des Myrmicinae.

## Espèces
- M. bradley Wheeler, 1909
- M. hunteri Wheeler, 1914
- M. invidia Bolton, 1995
- M. parasitica Creighton, 1934
- M. rubida Latreille, 1802
- M. yessensis Azuma, 1973